# Леонцио (Кјети)
Леонцио (итал. Leonzio) је насеље у Италији у округу Кјети, региону Абруцо.
Према процени из 2011. у насељу је живело 35 становника. Насеље се налази на надморској висини од 121 м.